# 大北牧場
有限会社大北牧場（たいほくぼくじょう）は、北海道浦河郡浦河町にある競走馬の生産牧場。

## 概要
正確な創業年は不明であるという。現代表である斎藤善厚の曽祖父にあたる斎藤善太郎が戦前に創業し、農耕馬の生産と米の栽培を行っていたとされている。その後2代目である斎藤善次郎に代替わりすると、アラブ種に加えサラブレッドの生産を開始。1962年には後の桜花賞勝ち馬となるハツユキを生産した。その後間もなく善次郎が死去し、3代目である敏雄が高校卒業後に急遽代表となる。知識などが身についていないまま牧場を継ぐこととなった敏雄であったが、周囲の牧場から知識や技術を学ぶなど努力を重ね、ライトカラー・ノースフライトという2頭ものGI勝ち馬を生産するまでに至った。
日本中央競馬会（JRA）および地方競馬全国協会（NAR）に馬主登録されている。勝負服の柄は海老、水色一本輪、海老袖。

## 主な生産馬

### GI級競走優勝馬
- ハツユキ（1965年桜花賞）
- ライトカラー（1989年優駿牝馬）
- ノースフライト（1993年府中牝馬ステークス、阪神牝馬特別、1994年京都牝馬特別、マイラーズカップ、安田記念、マイルチャンピオンシップ）

### 重賞競走優勝馬
- テンザンセイザ（2001年京都新聞杯、京阪杯）
- デンゲキヒーロー（2003年北上川大賞典）
- テイエムオーロラ（2010年府中牝馬ステークス）
- ヤマショウブラック（2018年知床賞、2019年不来方賞、イーハトーブマイル、桐花賞）
- バビット（2020年ラジオNIKKEI賞、セントライト記念）
- ワールドリング（2021年優駿スプリント、アフター5スター賞）
- ライズゾーン（2023年東京湾カップ）
- アメリアハート（2023年フローラルカップ）
- ダテノショウグン（2023年ハイセイコー記念、2024年黒潮盃）

### その他の生産馬
- ミスキャスト（2001年プリンシパルステークス、2004年福島記念2着。ビートブラックの父）

## 主な所有馬
- ノースフライト